# Estádio Huancayo
O Estadio Huancayo é um estádio de futebol localizado no bairro Ocopilla, na cidade de Huancayo, departamento de Junín, Peru. Está localizado a 3259 metros acima do nível do mar, figurando na 9ª posição entre os estádios de futebol de maior altitude do mundo. Ele tem capacidade para 17.000 espectadores (10.000 oeste e 7.000 leste) e possui iluminaçáo artificial.
Seu antigo nome era IV Centenário, mas, em 2000, quando a cidade de Huancayo voltou ao futebol profissional por meio do Deportivo Wanka, teve seu nome alterado para o atual.
O clube Sport Huancayo, da primeira divisão, joga no estádio como local. O mesmo fizeram a escola de treinamento de futebol "SOCCER UNO - HUANCAYO", Deportivo Wanka, Atlético Minero, Unión Minas, Sport Áncash e Deportivo Junín. Durante algum tempo, o gramado esteve em más condições. Porém, graças ao convênio entre o Instituto Peruano do Esporte e a Backus & Johnston Corporation, o campo foi recondicionado para a prática do futebol profissional. Todos os serviços do estádio também foram aprimorados.
O estádio é utilizado pelas equipes da cidade em suas partidas da Primeira Divisão do Peru, da Segunda Divisão do Peru e da Copa Peru. Em 16 de setembro de 2008, estreou como estádio internacional em partidas oficiais com o jogo entre o Sport Áncash e o Ñublense do Chile, em partida válida pela primeira fase da Copa Sul-Americana de 2008, com um placar a favor do clube Ancashino de 4-0. Para a primeira fase da Copa Libertadores da América de 2012, foi lançada a iluminação artificial do estádio no empate em 1 a 1 entre Sport Huancayo e Arsenal de Sarandí da Argentina. Em 18 de dezembro de 2013 o estádio recebeu a final do campeonato peruano daquele ano, no encontro entre Real Garcilaso e Universitario de Deportes. O clube Crema da capital levou o título nos pênaltis por 5-4, após empate 1-1. Atenderam à partida 15.200 espectadores, que é a maior assistência já registrada no estádio.
Se as arquibancadas Sul e Norte forem construídas, o estádio terá capacidade para cerca de 38.000 espectadores.

## Jogos internacionais
O estádio Huancayo já foi palco das seguintes partidas internacionais:
| Data       | Local               | Resultado | Visitante            | Competição                 |
| ---------- | ------------------- | --------- | -------------------- | -------------------------- |
| 29-07-1976 | Deportivo Junín     | 0 - 0     | Talleres de Córdoba  | Amistoso 1976              |
| 16-09-2008 | Sport Áncash        | 4 - 0     | Ñublense             | Copa Sul-Americana 2008    |
| 22-09-2010 | Sport Huancayo      | 2 - 0     | Defensor Sporting    | Copa Sul-Americana de 2010 |
| 31-01-2012 | Sport Huancayo      | 1 - 1     | Arsenal              | Copa Libertadores de 2012  |
| 31-07-2013 | Sport Huancayo      | 1 - 3     | Emelec               | Copa Sul-Americana de 2013 |
| 12-02-2014 | Real Garcilaso      | 2 - 1     | Cruzeiro             | Copa Libertadores de 2014  |
| 11-03-2014 | Real Garcilaso      | 1 - 2     | Universidad de Chile | Copa Libertadores de 2014  |
| 01-04-2014 | Real Garcilaso      | 0 - 2     | Defensor Sporting    | Copa Libertadores de 2014  |
| 18-08-2016 | Sport Huancayo      | 1 - 0     | Deportivo Anzoátegui | Copa Sul-Americana de 2016 |
| 15-09-2016 | Sport Huancayo      | 1 - 1     | Sol de América       | Copa Sul-Americana de 2016 |
| 09-05-2017 | Sport Huancayo      | 2 - 1     | Nacional Potosí      | Copa Sul-Americana de 2017 |
| 01-06-2017 | Comerciantes Unidos | 1 - 1     | Boston River         | Copa Sul-Americana de 2017 |
| 08-03-2018 | Sport Huancayo      | 3 - 0     | Unión Española       | Copa Sul-Americana de 2018 |
| 18-04-2019 | Sport Huancayo      | 1 - 1     | Montevideo Wanderers | Copa Sul-Americana de 2019 |
| 25-02-2020 | Sport Huancayo      | 0 - 0     | Argentinos Juniors   | Copa Sul-Americana de 2020 |
| 27-10-2020 | Sport Huancayo      | 1 - 1     | Liverpool            | Copa Sul-Americana de 2020 |
| 26-11-2020 | Sport Huancayo      | 0 - 0     | Coquimbo Unido       | Copa Sul-Americana de 2020 |

## Finais de Torneios e Definições
| Data       | Local          | Resultado   | Visitante        | Competição                        |
| ---------- | -------------- | ----------- | ---------------- | --------------------------------- |
| 16-12-2007 | Sport Águila   | 2 - 0       | Juan Aurich      | Final Copa Perú 2007 (Ida)        |
| 18-12-2013 | Universitario  | 1(5) - (4)1 | Real Garcilaso   | Torneo Descentralizado 2013       |
| 06-05-2018 | Sport Huancayo | 1 - 1       | Sporting Cristal | Final Torneio de Verão 2018 (Ida) |